# Formação de Aftenstjernesø
A Formação de Aftenstjernesø é uma formação geológica na Groenlândia . Preserva variados fósseis que datam organismos do período Câmbrico.